# Antrodiaetus pacificus
Antrodiaetus pacificus is een spinnensoort uit de familie Antrodiaetidae. De soort komt voor in de Verenigde Staten.